# Emerson Moisés Costa
Emerson Moisés Costa (Rio de Janeiro, 12 april 1972) – alias Emerson – is een Braziliaans voormalig voetballer die doorgaans als defensieve middenvelder speelde. 

## Clubcarrière
Emerson veroverde twee Portugese landstitels met FC Porto in 1995 en 1996. Hij speelde daarnaast voor Atlético Madrid en Middlesbrough. In 1997 verloor Emerson de finale van de League Cup met Middlesbrough van Leicester City na een replay. In mei 1997 verloor men de finale van de FA Cup van Chelsea met 2–0.
In 2008 stopte hij met voetballen bij Madureira, een club uit Rio de Janeiro. 

## Erelijst
| Competitie    |        |            |
| Competitie    | Aantal | Jaren      |
| Porto         | Porto  | Porto      |
| ------------- | ------ | ---------- |
| Primeira Liga | 2×     | 1995, 1996 |